# 通貨及証券模造取締法
通貨及証券模造取締法（つうかおよびしょうけんもぞうとりしまりほう、明治28年法律第28号）は、通貨または国公債証券の模造品の製造・販売の取り締まりに関する日本の法律で、刑法に対する特別法である。
なお、本法4条の「明治九年布告第五十七号」とは、贋造金銀銅貨紙幣等取扱規則（明治9年太政官布告第57号）を指すが、同布告は、明治二年四月二十八日行政官達五等官以上出京ノトキ届出ノ件外二十三件廃止ノ件（大正9年勅令第184号）により廃止されている。

## 国外犯処罰規定
本法に掲げる罪については、国外犯も処罰の対象である（刑法施行法26条4号、刑法2条）。

## 準用
本法の規定は、金融債の債券、日本政策投資銀行債の社債券、および貸付信託の受益証券にも準用される（長期信用銀行法13条（金融機関の合併及び転換に関する法律8条2項（同法55条4項において準用する場合を含む。）において準用する場合を含む。）、株式会社商工組合中央金庫法38条、信用金庫法54条の18、農林中央金庫法70条、株式会社日本政策投資銀行法8条、貸付信託法16条）。

## 適用事件
- 千円札裁判